# Sepik
Der Sepik (sɛpɪk, ehemals deutsch Kaiserin-Augusta-Fluss) ist mit über 1100 km Flusslauf der längste Fluss der Insel Neuguinea und der fünftlängste Fluss von Australien und Ozeanien. Der Großteil des Flusses fließt durch die Provinzen Sandaun und Ostsepik in Papua-Neuguinea. Ein kleiner Teil fließt durch die indonesische Provinz Papua.
Der Sepik gehört zu den großen Flusssystemen der Welt. Er hat ein weites Einzugsgebiet und ist umgeben von Landschaftsarten wie Sümpfen, tropischem Regenwald und Bergen. Biologisch gesehen ist der Fluss wahrscheinlich das größte unbelastete Frischwasserreservoir im asiatisch-pazifischen Raum.

## Quelle, Lauf und Mündung

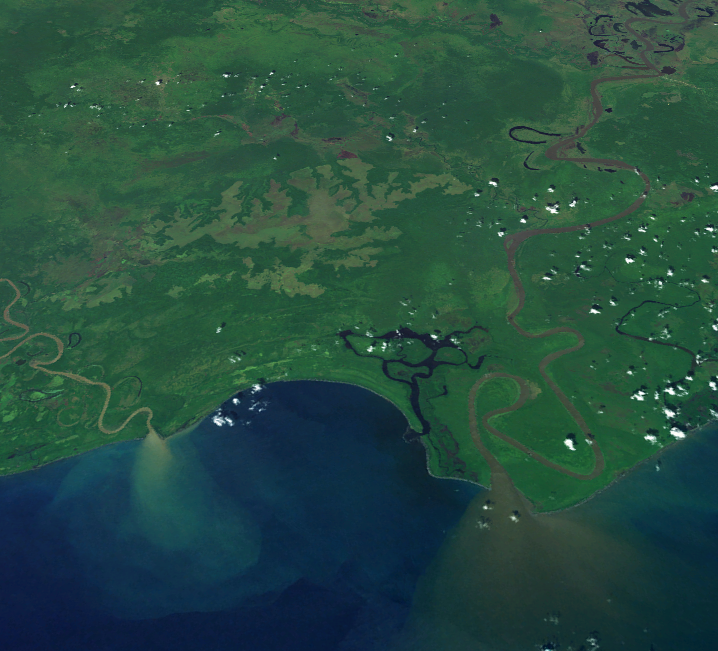
Sedimentwolken an der Mündung der Flüsse Sepik (rechts) und Ramu (links)

Der Fluss entspringt an der Victor-Emanuel-Gebirgskette, Bestandteil der Zentralkette Neuguineas. Aus seinem gebirgigen Oberlauf – nahe Telefomin – wo er die Grenze zwischen der Westkette (Maokegebirge) und der Ostkette (Bismarckgebirge) bildet, fließt der Sepik in nordwestliche Richtung und verlässt das Gebirge bei Yapsie (Yapsiei). Von hier aus bahnt er sich seinen Weg in das indonesische Papua. Ein Großteil seines Verlaufs durchquert die Central Depression in nordöstlicher Richtung. Meerwärts erhält der Sepik weitere Zuflüsse aus den Bewani- und den Torricelli-Bergen im Norden sowie dem neuguineischen Hochland im Süden.
Der Sepik verläuft stark mäandrierend und mündet schließlich ca. 20 km nordwestlich der Ramu-Mündung in die Broken Water Bay der Bismarcksee. Im Gegensatz zu vielen anderen großen Flüssen hat der Sepik kein Delta, sondern mündet direkt ins Meer, etwa 100 km östlich von Wewak. Während der Regenzeit vereinigen sich der Ramu und der Sepik in der überfluteten Ebene unweit des Mündungsgebiets. Der Fluss ist zudem auf einem Großteil seiner Länge schiffbar.
Die Gesamtlänge des Flusses beträgt 1126 km – Luftlinie Quelle-Mündung hingegen lediglich 400 km – und hat ein Einzugsgebiet von mehr als 100.000 km². Der Fluss erreicht schon nach knapp 100 Kilometern Lauf eine Seehöhe von etwa 200 m, worin über den nahezu gesamten Lauf ein sehr geringes Gefälle deutlich wird (~ 0,2 ‰). Großteils weist der Fluss mit seiner Länge 5–10 km breite Mäander auf und bis zu 70 km breite Überschwemmungsgebiete, was die Bildung von Sümpfen zur Folge hatte. In diesen Überschwemmungsgebieten gibt es ungefähr 1500 Seen, die größten davon sind die Chambri-Seen.

## Natur und Kultur

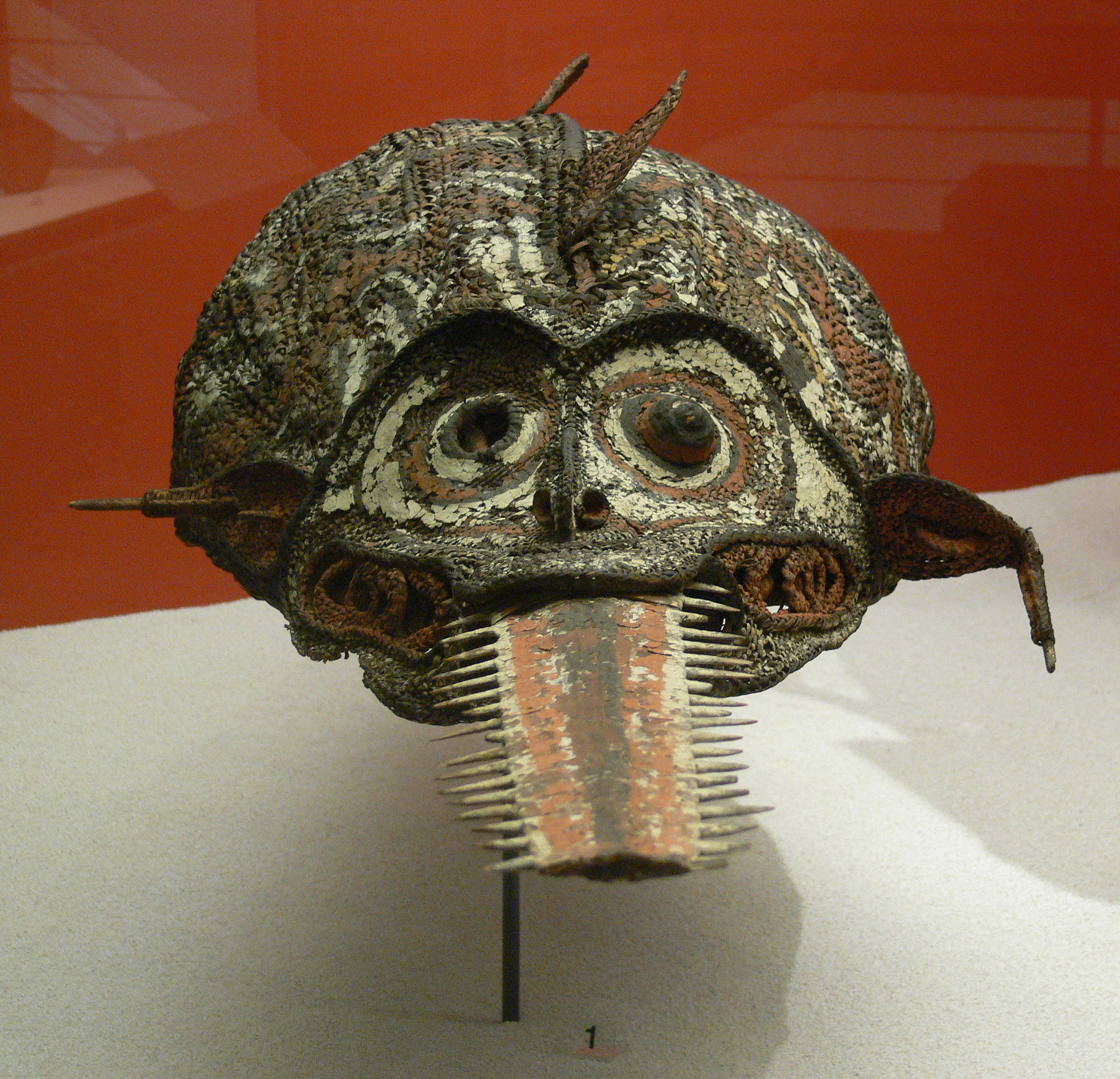
Sägefisch-Maske vom Mittelsepik im Ethnologischen Museum Berlin

Das Sepikbecken ist eine nahezu unberührte Naturlandschaft, da es dort keine großen Siedlungen gibt und im Einzugsgebiet des Flusses lange Zeit weder Bergbau noch Forstwirtschaft betrieben wurden (siehe auch Frieda-River-Projekt).
Die Bevölkerung des Sepikbeckens umfasst etwa 430.000 Menschen.
Die Stämme entlang des Flusses (Arapesh, Abelam, Iatmul u. a.) sind bekannt für ihre besonderen Schnitzereien und kunstvollen Männlichkeitsrituale, die das Einkerben von krokodilsartigen Figuren in das Flussufer und das Skarifizieren der Körper beinhalten. Viele Stämme benutzen Garamut-Trommeln bei ihren Ritualen.
Das ganze obere Flussgebiet (Upper Sepik River Basin) wurde 2006 zum UNESCO-Welterbe vorgeschlagen (Tentative list) und steht in besonderem Fokus des WWF.

## Geschichte
Die indigene Bevölkerung hat jahrtausendelang entlang des Flusses gelebt, der ihnen als Grundlage für Nahrung, Transport und Kultur diente.

### Entdeckung und Erforschung

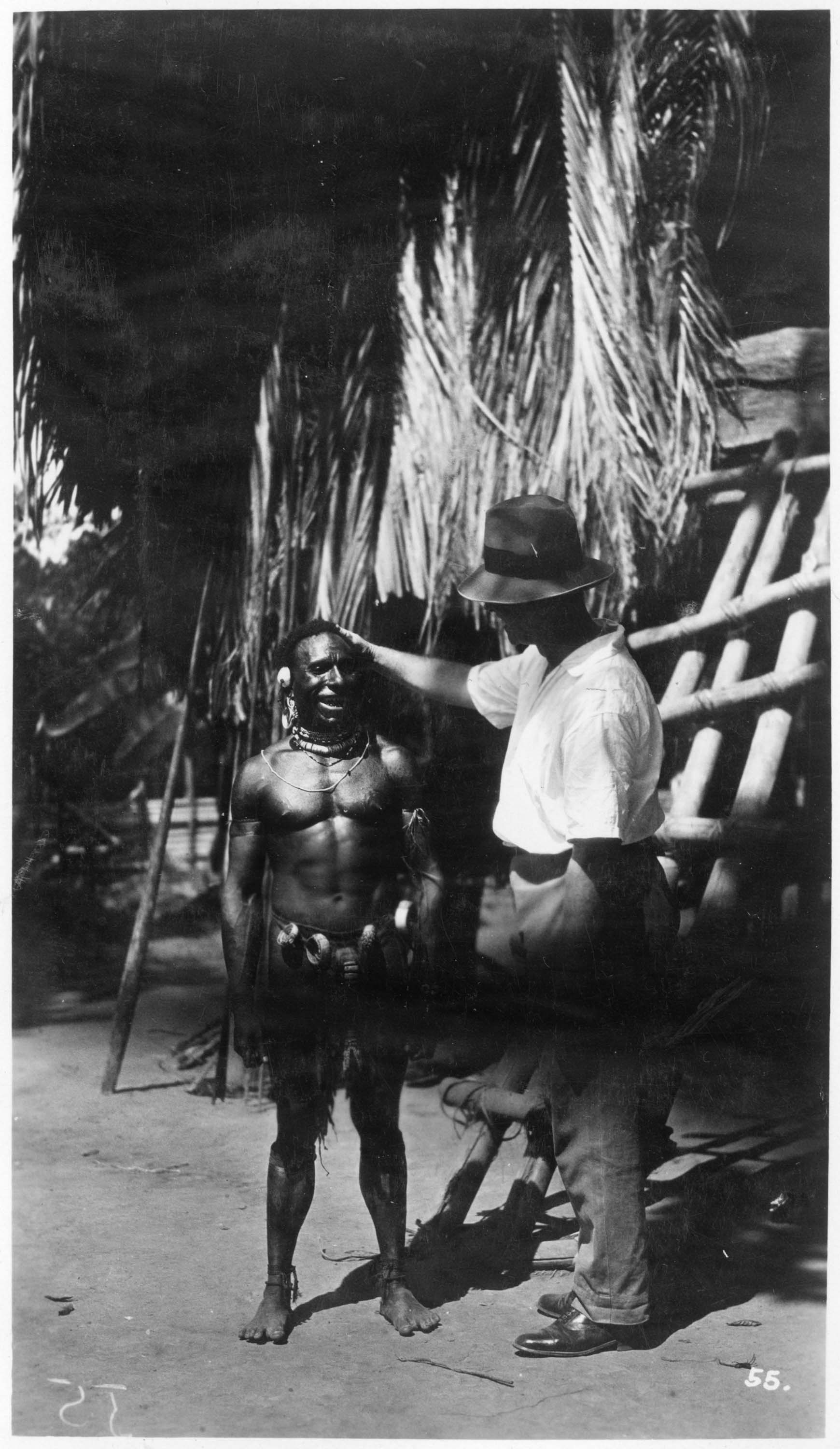
Der australische Anthropologe Ernest Chinnery (1887–1972) am Mittleren Sepik

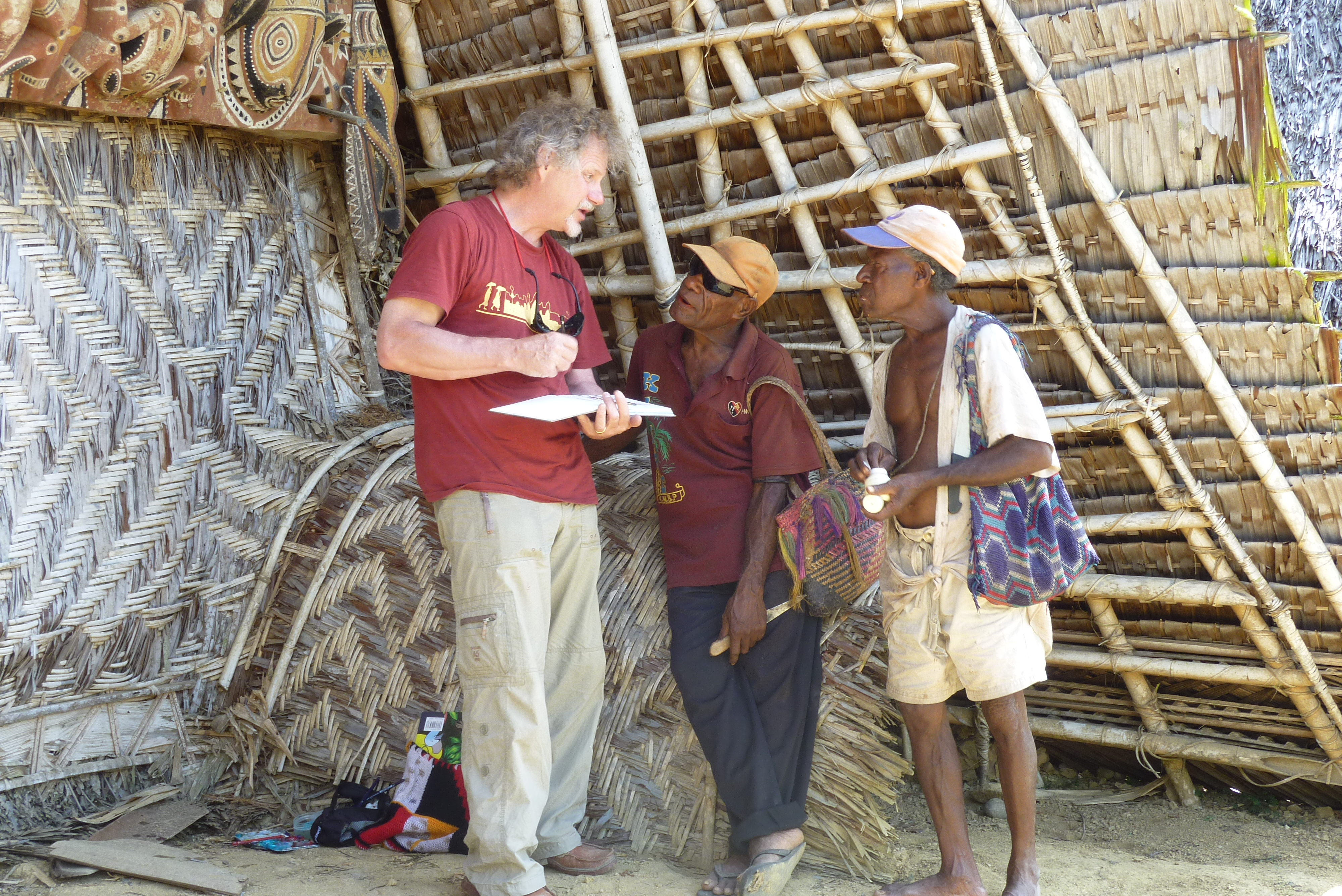
Ost-Sepikgebiet, Maprik Distrikt, vor einem Haus Tambaran, Ingo Kühl (in ein Skizzenbuch zeichnend) mit indigenen Männern, 2012

Erstmals erreichten Europäer den Fluss 1885, als Deutsche im Rahmen einer Expedition zur Gründung der Kolonie Deutsch-Neuguinea die Gegend erkundeten. Der Fluss wurde von dem Leiter dieser Expedition Otto Finsch Kaiserin Augusta-Fluss getauft, zu Ehren der deutschen Kaiserin Augusta. Finsch erkundete mit dem Dampfer Samoa zunächst die Mündung. Ein Jahr später schiffte er mit einem kleineren Fahrzeug etwa 50 km flussaufwärts. Zu dieser Zeit lag das Hauptinteresse der Deutschen an der Erkundung einer wirtschaftlichen Nutzung des Flusses, dem Sammeln von Artefakten und dem Transport von eingeborenen Arbeitern für die Kopra-Plantagen an den Küsten und auf den Inseln.
1886 und 1887 wurden weitere deutsche Expeditionen mit Dampfschiffen unternommen. Mehr als 600 km Flusslauf wurden erforscht. 1887 kehrte auch die Samoa mit einer weiteren wissenschaftlichen Expedition in das Gebiet zurück, an Bord befanden sich außerdem zwei Mitglieder der Rheinischen Missionsgesellschaft. In den 1890er Jahren begannen Steyler Missionare entlang des Flusslaufes mit der christlichen Mission.
Die Europäer bauten nun ihre Präsenz und Forschungen entlang des Flusses deutlich aus. Im 20. Jahrhundert wurden mehrere weitere Wissenschaftsexpeditionen zur Erforschung des Flusses, dessen Ufer und Nebenflüsse sowie des angrenzenden Umlands, unternommen. Die Kaiserin-Augusta-Fluss-Expedition 1912/1913 wurde vom Reichskolonialamt, dem Preußischen Unterrichtsministerium, dem auch die Berliner Museen unterstanden und der Deutschen Kolonialgesellschaft finanziert.
Die Expeditionsteilnehmer sammelten Exemplare der heimischen Tier- und Pflanzenwelt, studierten die heimischen Stämme und fertigten die ersten Karten der Gegend an. Die Siedlung Angoram wurde als Basis für weitere Expeditionen gegründet. Mit dem Ausbruch des Ersten Weltkrieges wurden die Expeditionen eingestellt.
Zu Beginn des Krieges besetzten australische Truppen ab August 1914 das Kaiser-Wilhelms-Land. Nach dem Kriegsende übernahm die australische Regierung die Mandatsverwaltung über die deutsche Kolonie und gründete das Territorium Neuguinea, unter dessen Jurisdiktion die Sepikregion fiel. In dieser Periode gründeten die Australier Ambunti – als Ausgangspunkt für weitere Expeditionen.
1923 war die Journalistin Beatrice Grimshaw als vermutlich erste weiße Frau Teilnehmerin einer Sepik-Expedition.
1935 reiste Sir Walter McNicoll, der neue Administrator des Territorium Neuguinea, den Fluss hinauf, um die Einheimischen und das Inland kennenzulernen.

### Der Zweite Weltkrieg
Während des Zweiten Weltkrieges kontrollierte Japan die Region um den Sepik seit Beginn 1942. Gegen Ende des Krieges waren die Japaner vollständig eingekreist, nachdem Hollandia in Niederländisch-Neuguinea während der Operationen Reckless und Persecution 1944 von den Alliierten erobert wurde und Aitape während des Feldzuges im August 1944 fiel. Die Kämpfe zur endgültigen Niederlage der Japaner in der Region durch die australische Armee waren aufgrund des Geländes hart und langwierig.
Im Juli 1945 drängten die Australier die japanische Armee bis zum Dorf Timbunke (etwa auf mittlerer Höhe des Sepiks) zurück. Nachdem ein Flugzeug der RAAF 10 km außerhalb von Timbunke landete, verdächtigten die Japaner die Dorfbewohner, mit den Australiern kollaboriert zu haben und töteten 100 von ihnen. Die Japaner kapitulierten schließlich im September 1945 bei Wewak.

### Geschichte seit 1945
Im Rahmen einer Forschungsreise des Museums für Völkerkunde in Basel bereisten René Gardi und Alfred Bühler 1955 und 1956 den Sepik. Sie erkundeten die Dörfer am Sepikstrom und einige seiner Nebenflüsse von Ambunti an abwärts, durchwanderten die Gebirgsmassive von Washkuk im Hinterland von Ambunti und das Bergland von Maprik. Die Ergebnisse wurden 1958 in einer Bilddokumentation veröffentlicht.
2010 reiste der Maler Ingo Kühl in Begleitung des einheimischen Künstlers Tom Deko von Goroka über Madang, Wewak und Maprik nach Pagwi und von dort auf dem Sepik flussaufwärts nach Ambunti und zu den Dörfern Maliwai, Yambon und Yessan. Er beschrieb seine Erlebnisse in einem Bildband. Im Jahr 2012 wiederholte er diese Expedition gemeinsam mit seiner Frau und Tom Deko. Sie erreichten die Siedlungen Oum Number 1 und Oum Number 2 und den April River, einen Nebenfluss des Sepik.